# روي جورج بارسونز
روي جورج بارسونز (بالإنجليزية: Roy George Parsons)‏ هو بائع كتب نيوزيلندي، ولد في 24 يونيو 1909 في غريفزند ‏ في المملكة المتحدة، وتوفي في 25 أكتوبر 1991.